# Elchingen
Elchingen er en kommune i Landkreis Neu-Ulm i Regierungsbezirk Schwaben i den tyske delstat Bayern.

## Geografi
Kommunen ligger ca. 7 km øst for Ulm/Neu-Ulm ved floden Donau i Mittelschwaben.

### Inddeling
De tre bydele er:
| Navn           | Indbyggere | Areal  |
| -------------- | ---------- | ------ |
| Thalfingen     | 4.211      | 883 ha |
| Oberelchingen  | 3.024      | 731 ha |
| Unterelchingen | 2.863      | 876 ha |

## Historie
I 1294 solgte Konrad von Plochingen, Elchingen (det nuværende Unterelchingen) til Cistercienserklosteret Salem, som beholdt besidelsen til Sekulariseringen i 1802 . Med Reichsdeputationshauptschluss 1803 kom Ober-, Unterelchingen og Thalfingen til Bayern. Kort inden, 29. August 1802, havde bayerske tropper besat området ved Ulm.
Oberelchinger Klosters blev grundlagt af benediktinerordenen i begyndelsen af det 12. århundrede. Ved en brand i 1395 mistede man alle autentiske dokumenter så en invielsesdag 15. august 1128 kan ikke bevises. Nach Stifterwillen zogen die ein.
Elchingen er kendt fra Slaget ved Elchingen under Napoleonskrigene: 14. oktober 1805 besejrede Napoleons tropper under kommando af Marschall Ney en østrigsk hær, og var starten på nederlaget for den østrigske armé. Nogle dage derefter begyndte belejringen af Ulms, hvor Karl Mack von Leiberich til sidst måtte kapitulere. Elchingens navn er derfor at finde på indersiden af Triumfbuen i Paris.
For regionen betød Napoleons sejr enden på Østrig herredømme, og en ny opdeling af området mellem Württemberg og Bayern.
Den nuværende kommune Elchingen opstod i forbindelse med områdereformen i 1978 ved en sammenlægning af Thalfingen, Oberelchingen og Unterelchingen.

### Trafik
Elchingen ligger ved „Autobahnkreuz Ulm/Elchingen“ hvor motorvejene A8 krydser A7.
Elchingen ligger ved jernbanen Ulm-Aalen, den såkaldte Brenzbahn.
Banegården Thalfingen åbnede i 1875
Banegården Unterelchingen åbnede i 1875
Trinbræt i Oberelchingen
Strækningen hører under Donau-Iller-Nahverkehrsverbundes (DING).